# Rafael Catardi i Arca
Rafael Catardi i Arca (l'Alguer, 1892 - 20 de juny de 1974) fou un militar i escriptor alguerès. Ingressà a l'exèrcit italià el 1913 i lluità en la Primera Guerra Mundial. Més tard ingressà a l'Istituto Geografico Militare de Florència i durant la guerra d'Etiòpia (1935-1936) organitzà la policia colonial italiana. El 1938 fou traslladat a l'Acadèmia de Mòdena i ascendí a general el 1940. A la Segona Guerra Mundial prengué part en les campanyes de Líbia i de Tunísia treballant per al servei d'intel·ligència.
El 1947 tornà a l'Alguer, on impulsà la vida cultural i les relacions amb els altres Països Catalans. Ha sigut un dels fundadors del Centre d'Estudis Algueresos i ha investigat des dels arxius municipals la història de l'Alguer. Durant els anys seixanta va editar l'obra de Mateu Lluís Símon.
Un moll del port de l'Alguer porta el seu nom. Fou oncle de la també poetessa Peppina Carboni Deiana, una figura popular a l'Alguer que va arribar als 100 anys el 2005.

## Obres

### Estudis
- Le antiche fortificazzioni di Alghero (1955)
- Matteo Luigi Simon e la crisi politica dell'Isola di Sardegna (1793-1796) (1964)
- L'Ordine de N.S delle Mercede in Alghero (1970).

### Poesia
- Meditacions (1957)
- Cançoner musical de rimes alguereses (1960)
- Rimes alguereses (1971)